# ただいま寄生中
『ただいま寄生中』（ただいまきせいちゅう）はあさりよしとおの漫画作品である。月刊コミックコンプ（角川書店）1992年1月号～12月号まで連載。単行本全1巻（白泉社・ジェッツ・コミックス）。

## 概要
作者によると、1991年のエロ大規制（有害コミック騒動を参照のこと）の直後、あの流れに逆らってやろうと、少年誌の限界に挑戦という意気込みがあったとのこと。しかし、当時だれもこれをエロとは認識してくれなかったらしい（単行本あとがきより）。また、連載中の人気も芳しくはなかったようで（後述）、これが単行本が雑誌掲載から7年後に別の出版社から刊行された背景になっている。寄生虫と少女を主題に扱った珍しい漫画。

## あらすじ
品種改良（改悪）された寄生虫が人間を支配し始めた。彼らは口などから人から人へ乗り移り、人間の脳を食べて自分たちの支配下においてしまう。それに対し、人間との共存を主張する寄生虫が彼らと袂を分かち、研究室を脱出した。さなだ虫を筆頭に回虫、ギョウ虫、十二指腸虫、アニサキス、日本住血吸虫、肝吸虫、トリパノソーマ等11匹（さなだ虫＆さなだ十勇士と自称）である。彼らは最も適した宿主を探すため、検便から女子高生幸村いずみ（ゆきむら－、16歳）を選び彼女に強引に寄生してしまった。彼女の寄生虫は戦闘時肛門から体外へ出て、戦闘服に変形して彼女と融合することで、彼女の肉体を守るとともに寄生虫の能力に由来する特殊能力を発揮する（11匹がそれぞれ異なった特殊能力を持つ）。彼女はそれを大変恥ずかしがるが、口から出るともっと壮絶なことになると言われあきらめる。初め非協力的だった彼女も、友人が寄生虫（悪）に襲われたり、自分自身や身の回りにも危険な事件が起こり、やむなく協力することとなる。
実は彼女の学校は寄生虫（悪）の実験場にされており、いずれは世界中の人間の脳を食べ、支配する計画だったのだ。だが、物語は壮大なスケールに膨らむ予感をさせながら突然終わってしまう（彼女の寄生虫の特殊能力もアニサキスのチャクラムと有棘顎口虫（ゆうきょくがくこうちゅう）の攻撃「雷魚」など一部しか紹介されていない）のは、作者自身が単行本あとがきで認めているように、連載当時には人気を得ることが出来なかったことによるものと見られている。ただ、「正義の寄生虫と少女」というテーマ・設定を持った漫画は、極めて稀であり、そういう意味においては希少な作品であると言える。

## 書誌情報
白泉社 ジェッツ・コミックス
- 「ただいま寄生中」（1999年5月5日 初版発行） ISBN 978-4-592-13341-4 （4-592-13341-2）

### サブタイトル
- 十勇士参上（前・後編）
- 十勇士立つ（前・中・後編）
- 十勇士怒る（前・後編）
- 十勇士現る（前・後編）
- 十勇士逆襲（前・中・後編）